# Veronika Bellová
Veronika Bellová (født 12. januar 1975) er en tjekkisk skuespiller og model. Hun har bl.a. medvirket i miniserien Children of Dune (2003) Rene hjerter (2006), Hannibal Rising (2007) og The Pagan Queen (2009).